# Процесс исполнения клиент-сервер
Подсистема клиент/сервер времени выполнения (англ. Client/Server Runtime Subsystem, CSRSS) или csrss.exe входит в состав операционной системы Microsoft Windows NT и представляет собой часть пользовательского режима подсистемы Win32. Включена в состав Windows 2000, Windows XP, Windows 2003, Windows Vista, Windows Server 2008, Windows 7, Windows 8 (8.1) и Windows 10. Поскольку большинство операций подсистемы Win32 было перенесено в режим ядра, а конкретнее — в драйверы режима ядра, в Windows NT 4 и выше CSRSS в основном отвечает за обработку консоли в Win32 и графический интерфейс выключения ОС. Подсистема имеет решающее значение для функционирования ОС; поэтому завершение этого процесса приведёт к отказу системы. При нормальных условиях CSRSS не может быть завершена применением команды Taskkill или с помощью диспетчера задач Windows, хотя это возможно с Windows Vista, если диспетчер задач запускается в режиме администратора. Начиная с Windows 7 диспетчер задач сообщит пользователю, что завершение процесса приведёт к отказу системы и покажет запрос, хочет ли пользователь продолжить.
Завершение csrss.exe ведёт к BSOD (синему экрану смерти) и аварийной перезагрузке Windows.
Исполняемый файл csrss.exe хранится в папке %SYSTEMROOT%\system32.

## Обзор
Процесс участвует в работе:
- терминальных служб;
- служб удалённого доступа к рабочему столу;
- приложений с интерфейсом командной строки;
- потоков в операционной системе (создание потоков в подсистеме Win32).

## Работа подсистемы
CSRSS выполняется как системный сервис пользовательского режима. Когда процесс пользовательского режима вызывает функцию с участием консольных окон, создания процесса/потока или поддержки Side-by-Side, библиотеки Win32 (kernel32.dll, user32.dll, gdi32.dll) вместо запроса системного вызова обращаются к процессу CSRSS путём межпроцессного вызова (LPC вида Local Procedure Call), и CSRSS делает большую часть реальной работы, без того, чтобы подвергать опасности (компрометировать) ядро. Однако вызовы к оконному менеджеру и сервисам GDI обрабатываются драйверами режима ядра (win32k.sys).

## История
Серия выпусков Windows NT 3.x вмещала компонент GDI (интерфейс графических устройств) внутри CSRSS, но GDI был перенесен в режим ядра в версии Windows NT 4.0 для улучшения производительности графического отображения. Процесс запуска Windows был значительно изменен начиная с версии Vista. В версиях Windows Vista и 7 работает 2 экземпляра csrss.exe.

## Угрозы
Известно, что вирусы, шпионские программы и трояны заражают или маскируются под этот процесс. Это делают по меньшей мере следующие зловредные программы:
- Nimda.E
- W32/Netsky.ab@MM
- W32/VBMania@MM

Множество вирусов использует для маскировки имя приложения, чтобы не вызвать подозрения у пользователя, особенно учитывая, что для каждой терминальной сессии создаётся отдельный экземпляр процесса, поэтому на серверных машинах их количество может доходить до нескольких десятков. Оригинальный файл хранится только в папке %SYSTEMROOT%\system32, а его подмена практически невозможна на компьютере с одной операционной системой.

## Проблемы
Данная программа является критическим системным компонентом, отвечающим за вызовы функций подсистемы Win32. При её завершении система завершит работу с отображением синего экрана смерти с кодом CRITICAL_PROCESS_DIED. До Windows 8 синий экран отображал код 0x000000F4 и сообщение:

A process or thread crucial to system operation has unexpectedly exited or been terminated.